# بوفورت، نورد
بوفورت (به فرانسوی: Beaufort) یک کمون (فرانسه) در فرانسه است که در canton of Hautmont واقع شده‌است. بوفورت ۱۲٫۷۶ کیلومتر مربع مساحت دارد ۱۶۸ متر بالاتر از سطح دریا واقع شده‌است.